# Луковский (Северная Осетия)
Лу́ковский (осет. Луковскæй) — посёлок в Моздокском районе Республики Северная Осетия — Алания. 
Входит в состав муниципального образования «Луковское сельское поселение».

## География
Посёлок Луковский расположен к западу от Терско-Кумского канала, в центральной части Моздокского района. Находится в 10 км к северо-западу от сельского центра — станицы Луковской, в 6 к западу от районного центра Моздок и в 97 км к север-западу от города Владикавказ.
Граничит с землями населённых пунктов: Луковская на востоке, Павлодольская на юго-западе и Черноярская на западе.
Посёлок находится на Кабардинской равнине в степной зоне республики. Рельеф местности преимущественно волнистый равнинный, со слабыми колебаниями высот. Средние высоты на территории муниципального образования составляют около 149 метров над уровнем моря.
Гидрографическая сеть представлена Терско-Кумским каналом, проходящей к востоку от населённого пункта.
Климат влажный умеренный. Среднегодовая температура воздуха составляет +10,7°С. Температура воздуха в среднем колеблется от +23,5°С в июле, до -2,5°С в январе. Среднегодовое количество осадков составляет около 530 мм. Основное количество осадков выпадает в период с мая по июль. В конце лета часты суховеи, дующие территории Прикаспийской низменности.

## История
Посёлок основан на месте пересечения Терско-Кумского канала и одной из линий Северо-Кавказской железной дороги, для их технического обслуживания.

## Население
| 2002 | 2010 | 2021 |
| ---- | ---- | ---- |
| 41   | ↘14  | ↗27  |

Национальный состав
По данным Всероссийской переписи населения 2021 года:
| Народ   | Численность, чел. | Доля от всего населения, % |
| ------- | ----------------- | -------------------------- |
| русские | 25                | 92,60 %                    |
| армяне  | 1                 | 3,70 %                     |
| греки   | 1                 | 3,70 %                     |
| всего   | 27                | 100 %                      |

## Инфраструктура
В посёлке расположены железнодорожный разъезд Луковский и станция обслуживающая ветку Прохладная — Гудермес Северо-Кавказской железной дороги.

## Улицы
В посёлке всего одна улица — Трассовая.